# 小野香織 (女優)
小野 香織（おの かおり、5月23日 - ）は、日本の女優、歌手。保育士。広島県出身。元広島のローカルアイドルグループ、MMJメンバー。

## 略歴
2010年春、「ひろしまフラワーフェスティバル」にて友人・知人関係にあった16名のメンバーが集いMMJ48（のちにMMJに改名）結成。
当初は、1度限りのイベント出演が目的であり、振付コピーのユニットであったが、同年6月に後にMMJプロデューサーとなる“くらはしけんじ”との出会いをきっかけに活動の継続が決定。CDリリースや広島県内外へのイベント出演、テレビ・ラジオなどメディア出演などを果たし、並行して保育園の保育士しても活動する。
2017年3月26日のグループ活動休止後は保育士を本業としながら女優、歌手として活動。2017年8月26日には歌手・おのかおりとしてソロデビューを果たす。

## 人物
ニックネームはきゃお。2017年現在の公式プロフィールでの生年月日は「5月23日」のみであるが、かつては生年も公表しており、30歳の誕生日前にツイートするなど隠してはいない。
MMJ時代の衣装背番号は2。
特技は自然と戯れること、書道。好物は砂ずり、茎わかめ、ミノ、みかん酒。キャッチフレーズは「大きなリボンにノミの心臓、テンションだけで乗り切るぞ」。
広島東洋カープおよびサンフレッチェ広島の大ファンである。

## 主な出演作品

### TV
- ドキュメント広島 消えゆくまちは何処へ ～横川ガード下 店主たちの２年間～ 「広島ホームテレビ」 ナレーション (2018年)

### CM
- お茶漬け専門店『馬場ちゃん』（2017年）

### イベント
- シャルマン夏祭り（2017年）
- シアタープロレス花鳥風月 (2017年)
- 110番の日 (2018年)
- 横川ふしぎ市 (2018年)
- プロレスリングZERO1 (2018年)

## 作品

### CD
Oh! No!! (2017年8月26日 TRIPLE CRAON RECORDS)
Oh No MIX (2018年1月7日 TRIPLE CRAON RECORDS)